# Hradec nad Moravici
Hradec nad Moravici är en stad i Tjeckien.   Den ligger i regionen Mähren-Schlesien, i den östra delen av landet, 250 km öster om huvudstaden Prag. Hradec nad Moravici ligger 278 meter över havet och antalet invånare är 5 255.
Terrängen runt Hradec nad Moravici är platt åt nordost, men åt sydväst är den kuperad. Hradec nad Moravici ligger nere i en dal. Runt Hradec nad Moravici är det ganska tätbefolkat, med 124 invånare per kvadratkilometer. Närmaste större samhälle är Opava, 7,8 km norr om Hradec nad Moravici. I omgivningarna runt Hradec nad Moravici växer i huvudsak blandskog.